# Wechselbad
Das Wechselbad ist eine physikalische Therapieform, bei der durch den Wechsel von kaltem und warmen Bädern Spannungszustände des vegetativen Nervensystems aufgehoben und das Herz- und Kreislaufsystem trainiert werden sollen.
Die Füße werden dabei abwechselnd in kaltem und heißem Wasser gebadet. Man benötigt dazu ein Fußbecken mit etwa 12–20 Grad kaltem Wasser und ein weiteres Fußbecken mit etwa 36–38 Grad warmem Wasser. Die Füße sollten bei einem Wechselbad zuerst für etwa 5 Minuten in das heiße Wasser, anschließend für etwa 15 bis 20 Sekunden in das kalte Wasser gestellt werden. Diesen Wechsel vom heißen zum kalten Wasser sollte man insgesamt zwei bis drei Mal durchführen. Im Vergleich zu anderen Bädern geht von einem Wechselbad eine recht hohe Reizstärke aus.
Angewendet werden Wechselbäder bei chronisch kalten Füßen, bei Erschöpfungszuständen und Müdigkeit, bei Mangeldurchblutung und Durchblutungsstörungen ohne organische Ursache, bei Kopfschmerzen, bei Krampfadern und zur Stärkung des Immunsystems. Wechselbäder sollten nicht bei Entzündungen der Harnblase, der Nieren oder des Unterleibs angewendet werden, außerdem auch nicht bei Thrombosen (Gefäßverschlüsse an den Beinen) und bei der Raynaudschen Krankheit (Gefäßerkrankung).
Das Wechselbad wurde besonders von Sebastian Kneipp propagiert.